# Бисквит (минералогия)

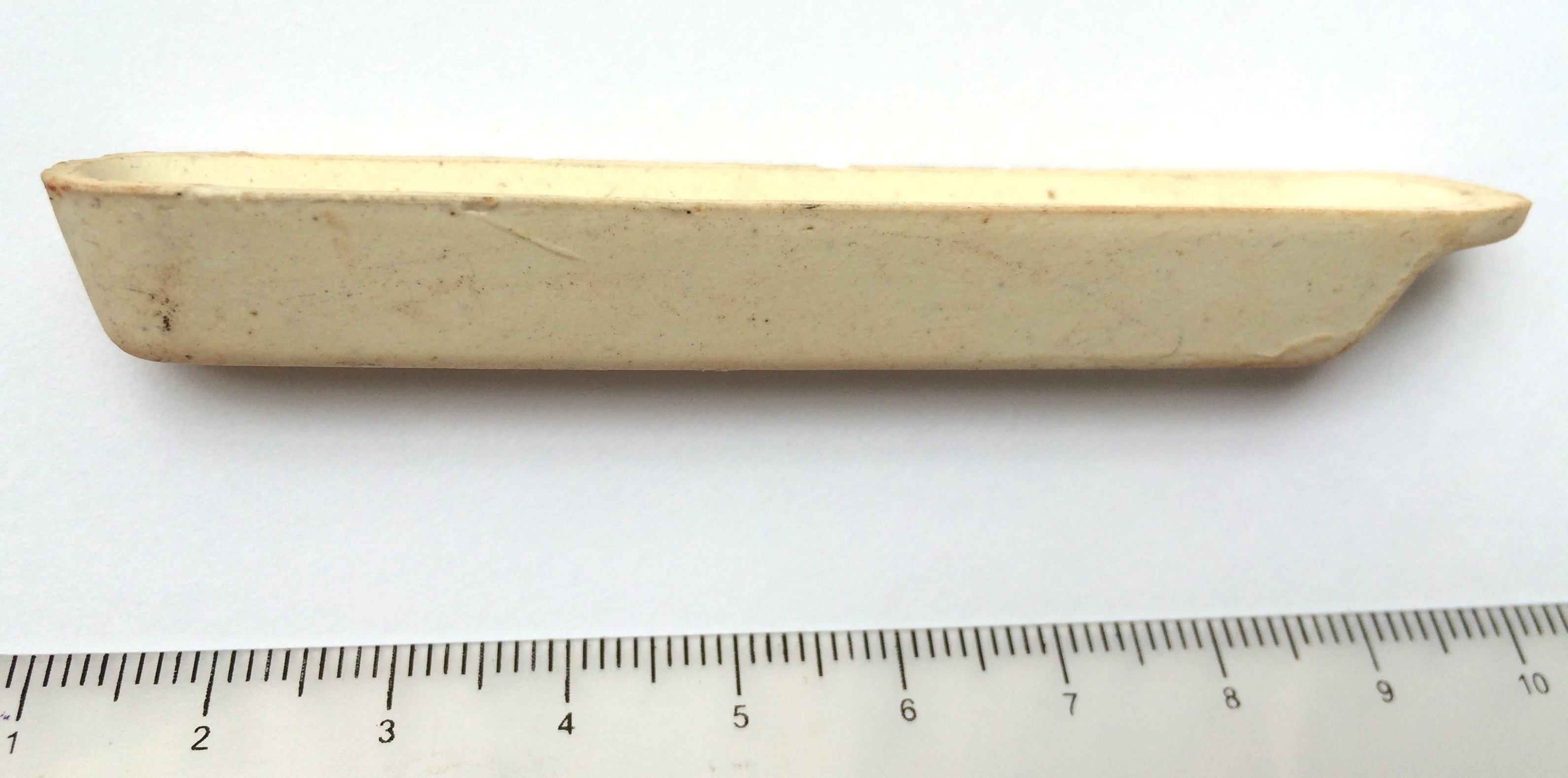
Стандартный минералогический бисквит в СССР

Бисквит (от фр. biscuit — дважды обожжённое) — минералогический инструмент, сделанный из фарфорового бисквита. Он представляет собой пластинку различной формы и служит для определения цвета черты минерала, то есть его идентификации по цвету порошка минерала на белом фоне.

## Изготовление и использование

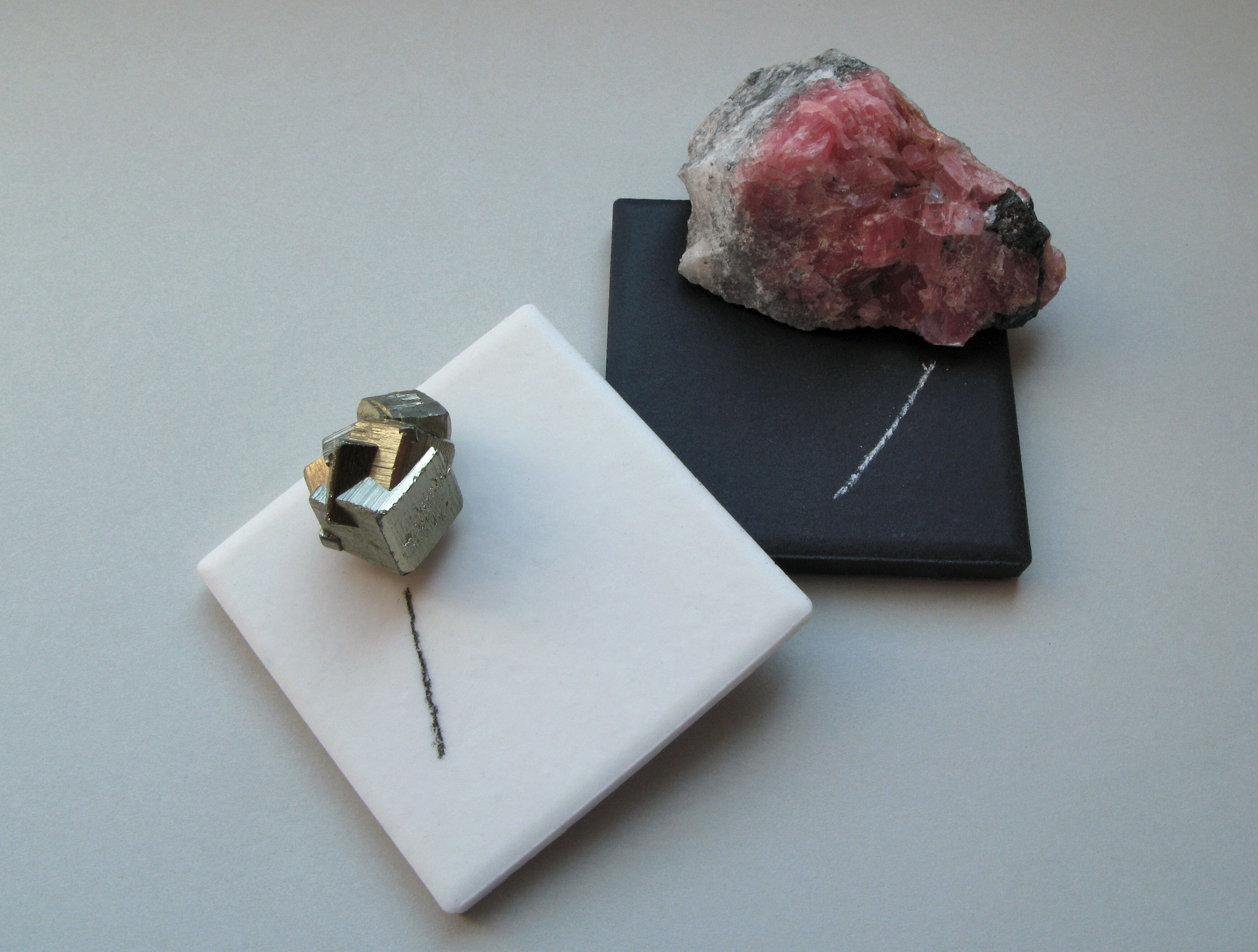
Цвет черты пирита и родохрозита на фарфоровой пластинке

Для производства минералогического бисквита используется специальный пористый фарфор, не покрытый глазурью (неполитый или неглазурованный), шероховатая поверхность которого стачивает с минерала тонкий порошок.
Форма бисквита бывает различной: пластинки, плитки, палочки, ёмкости и пр. В СССР и России часто использовался бисквит в виде узкой кюветы или тигеля.
В минералогии бисквит применяется для диагностирования минералов по цвету оставляемой на нём черты для определения одного из его внешних оптических свойств.